# Gerard Gumbau
Gerard Gumbau Garriga, španski nogometaš, * 18. december 1994, Campllong, Španija
Trenutno je član Elcheja, svoj uradni debi v dresu prve ekipe Barcelone je doživel 15. januarja 2015 na pokalni tekmi proti Elcheju, ki jo je Barca dobila z 0-4. Gumbau igra na poziciji centralnega vezista, lahko tudi defenzivnega vezista.